# Неорганічні компоненти вугілля
Неорганічні компоненти вугілля

Мінерали, що входять до складу мінеральних утворень вугілля

До складу вугілля входять в різному співвідношенні неорганічні складові – волога і мінеральні домішки. Вони знижують ефективність використання вугілля або роблять неможливим його використання без попереднього збагачення.

## Волога вугілля
- Волога вугілля – баластна домішка, що міститься у вугіллі і знижує теплоту його згоряння. При підвищеній волозі погіршується транспортабельність вугілля, а в зимових умовах вони змерзаються в залізничних вагонах і штабелях. Волога негативно впливає також на технологію переробки вугілля. Значні труднощі виникають при сухому грохоченні вологого вугілля.

Волога вугілля залежить від його стадії метаморфізму, ступеня окиснення, петрографічного складу та інших факторів.
П.О. Ребіндер класифікує вологу за інтенсивністю енергії зв’язку її з пористим твердим тілом на хімічно зв’язану, адсорбційну, капілярну і поверхневу (вологу механічно зв’язану і вологу, що заповнює пористий простір). Хімічно зв’язана волога не може бути видалена існуючими методами. Адсорбційна волога може бути видалена термічною сушкою. Капілярна і поверхнева волога видаляються методами механічного і термічного зневоднення. Поверхнева волога найбільш негативно впливає на транспортабельність, змерзання і грохочення вугілля. 
Загальна волога в розрахунку на робочий стан вугілля один з головних показників його якості. Масова частка її знижується з підвищенням ступеню метаморфізму вугілля від 60 % в м’якому бурому до 40 – 17 % в щільному бурому, від 16 % до 3 – 5 % у кам’яному, в антрацитах коливається у межах 4 – 6 %.

## Мінеральні компоненти викопного вугілля
- Мінеральні компоненти викопного вугілля представлені переважно силікатами (кремнезем, глинозем), сульфідами (пірит, марказит), карбонатами (кальцит, сидерит), сульфатами (гіпс), значно менше – оксидами металів, хлоридами, фосфатами, а також в незначних кількостях сполуками рідкісних та розсіяних елементів.

Мінеральні компоненти, що містяться у вугіллі, мають різне походження і можуть бути розділені на чотири основні групи: 
- – мінерали першої групи принесені у торф’яник з прилеглої суші у вигляді уламків, листочків, мулу. Для більшості вугілля найхарактерніші глинисті мінерали і кварц. Мінерали першої групи зустрічаються звичайно у вигляді прошарків, лінз або рівномірно розподіляються в органічної речовині з утворенням високозольного вугілля. Важкість збагачення вугілля, що містить мінеральні речовини у такому стані, різна. У кожному конкретному випадку вона залежить від частоти і міцності породних прошарків і дисперсності включень мінеральної речовини у вугіллі;
- – мінерали другої групи виділились з розчинів, які насичували торф’яник, на ранніх і пізніх етапах перетворення осаду у тверду породу. Найбільш характерними мінералами цієї групи є сірчисті сполуки заліза, карбонати кальцію, магнію і заліза. Мінерали другої групи розподіляються у самій органічній речовині вугілля, часто у тонкодисперсному вигляді, наприклад, пірит, який дуже важко вилучається при збагаченні;
- – мінерали третьої групи потрапили в уже сформовані вугільні пласти із розчинів вмісних порід. До мінералів цієї групи відносяться водні сульфати заліза і магнію, гіпс, галіт, кварц, вторинні сульфіди заліза, міді і цинку. Ці мінерали заповнюють тріщини у вугіллі і утворюють нирки і стяжки. При визначеному подрібненні вугілля відбувається розкриття таких мінералів, завдяки чому стає можливим їх ефективне вилучення;
- – мінерали четвертої групи не зв’язані з вугільною речовиною. Уламки покрівлі і підошви, що потрапляють у вугілля, являють собою агрегати, що складаються з декількох мінералів. Збагачення вугілля засміченого мінералами цього типу звичайно не є важким. Однак у випадку підвищеного розмокання глинистих порід регенерація оборотної води ускладнюється.

Вміст мінеральних домішок у вугіллі характеризується непрямим показником – зольністю. Зола складається в основному з оксидів кремнію, алюмінію, заліза, вміст яких для різного вугілля змінюється у широких межах. Крім того, у золі присутні оксиди кальцію, магнію та інших елементів. 

## Сірка у вугіллі
Див. також Сірчистість вугілля
- Сірка у вугіллі міститься в вигляді різних мінеральних сполук (піриту, марказиту, сульфатів заліза і кальцію). Деяка частина сірки входить до складу органічних сполук вугілля. Вміст сульфатної сірки незначний і коливається у межах 0,1 – 0,2 %. В основному у вугіллі переважає колчеданна сірка, яка представлена піритом, що знаходиться у виді прошарків, тонких вкраплень і окремих зерен.

При спалюванні вугілля значна частина сірчистих сполук перетворюється в діоксид сірки, який шкідливо діє на здоров'я людини, отруює атмосферу, спричиняє корозію металів. Сірка знижує цінність вугілля і якість продуктів його переробки. Разом з тим деякі сірчисті сполуки можуть бути застосовані у інших галузях промисловості (наприклад, колчеданна сірка може бути використана як сировина у сірчанокислотному виробництві).
Буре українське вугілля містить від 3 до 7% сірки. У Донецькому вугільному басейні переважає високосірчисте вугілля – вміст сірки у кам’яному вугілля змінюється від 0,5 до 9,3%, а в антрацитах від 0,6 до 6,3%. Вугілля з відносно малим вмістом сірки (1 – 2 %) залягає в основному у центральному і західному районах, з великим вмістом сірки (4 % і більше) – у північному районі басейну. За сірчистістю вугілля Донбасу класифікують на 4 групи (табл. 1.7.):
Звичайно сірчистість вугілля, як і зольність, зростає зі збільшенням густини фракцій і при збагаченні можна одержати концентрати зі зниженим вмістом сірки. Однак є вугілля, важка фракція якого представлена малосірчистими мінералами, а компоненти, що містять сірку, наприклад, сульфіди заліза, представлені тонкодисперсними включеннями в органічній частині. При збагаченні такого вугілля вміст сірки у концентратах не нижче, а іноді й вище, ніж у рядовому вугіллі. Найчастіше це спостерігається при збагаченні малосірчистого вугілля з домішками, представленими глинистими сланцями (наприклад, малосірчистого газового вугілля). 
Порівняно рівномірно сірка розподіляється між продуктами флотації шламів.

## Фосфор у вугіллі
Див. також Фосфористість вугілля
Фосфор у кам’яному вугіллі присутній в невеликій кількості. Вміст фосфору у вугіллі Донбасу складає від 0,007 до 0,062%, вугіллі Кузбасу – до 0,12-0,17%. Він майже повністю переходить в кокс під час процесу коксування.

## Методи аналізу
Склад мінеральних домішок вугілля вивчають фізичними методами – мікроскопічним, рентгеноскопічним і радіоізотопним аналізом та методом низькотемпературного озолення вугілля у кисневій плазмі при температурі 100-150 °С.